# Edward Page Mitchell
Edward Page Mitchell (1852-1927) fue un editorialista y escritor de ciencia ficción estadounidense.

## Biografía
Nació en Bath, Maine (Estados Unidos), el 24 de marzo de 1852, en una familia acomodada.
A los ocho años su familia se trasladó a Nueva York, donde vivió unos pocos años hasta que se mudaron a Tar River, en Carolina del Norte.
Un accidente de tren le dejó ciego de un ojo. Durante su convalecencia empezó a escribir ciencia ficción.
Cursó estudios de medicina, pero descubrió su verdadera vocación en el periodismo. Así, empezó a trabajar como periodista en el Daily Advertiser de Boston. Y más tarde llegaría a ser uno de los escritores más populares del diario neoyorquino The Sun, para el que escribió numerosos relatos cortos.
En 1874 se casó con Annie Sewall Welch, con la que tuvo dos hijos.
En 1897 se convirtió en el editor de The Sun.
Tras la muerte de su primera esposa, se volvió a casar en 1912 con Ada M. Burroughs.
Se retiró en 1926 y falleció al año siguiente en New London, Connecticut.

## Obra
Fue uno de los impulsores tempranos del género de ciencia ficción, aunque no alcanzó verdadero reconocimiento hasta décadas después de su muerte.
Escribió sobre un hombre invisible (El hombre de cristal, 1881) y sobre los viajes en el tiempo (El reloj que marchaba hacia atrás, 1881) incluso antes que H. G. Wells.
También escribió acerca de viajar más rápido que la luz (El taxipompo, 1874), teletransporte (El hombre sin cuerpo, 1877), mutantes (Old Squids and Little Speller, 1885) o transferencia mental (Exchanging Their Souls, 1877). En La hija del senador (1879), especulaba con un futuro en que existiría la calefacción eléctrica, las impresoras caseras, comida concentrada, transporte neumático, radiodifusión internacional o animación suspendida por congelación (criónica).
Su obra ha empezado a ser conocida gracias a la antología realizada por Sam Moskowitz, (El hombre de cristal, 1973) en la que recuperaba algunos de sus relatos más emblemáticos y aportaba una detallada biografía en la introducción.
En su estilo, muestra una gran influencia por la obra de Edgar Allan Poe. Al igual que Poe, su obra era habitualmente publicada en periódicos sin marcas que lo identificaran como ficción, por lo que ambos usaban rasgos ficcionales comunes, como el uso de nombres ridículos para personajes serios. Al igual que Poe, Mitchell tenía un gran interés en los fenómenos paranormales, a los que dotaba de explicaciones racionales en sus relatos.